# Међународни једриличарски центар Ћиндао
Међународни једриличарски центар Ћиндао, The Qingdao International Sailing Centre (поједностављен кинески језик: 青岛奥林匹克帆船中心; традиционални кинески језик: 青島奧林匹克帆船中心; пињин: Qīngdǎo Àolínpǐkè Fānchuán Zhōngxīn) је једриличарска марина која се налази на некадашњем мјесту бродоградилишта Бејхај поред залива Фусхан у Ћиндаоу у провинцији Шандонг у Кини. Изграђен је за Олимпијске игре 2008. године. Био је домаћин олимпијских и параолимпијских такмичења у једрењу. Услови вјетра веома варирају од веома слабих вјетрова до +15 чворова. Током олимпијских такмичења магла је такође била повремени фактор.

## О спортском центру
На том мјесту одржано је спортско такмичење „Good Luck Beijing - 2006“, а у мају 2008. године Међународна регата ИФДС у Ћингдаоу, гдје су олимпијски и параолимпијски једриличари имали прилику да се упознају са мјестом и временским условима.
Приступ из параолимпијског села Ћингдао до пристаништа, радних мјеста, итд. су обезбјеђивала бројна колица за голф који су правили бескрајне дневне рунде. Оба краја радног простора имала су по двије дизалице, које су могле подизати велике чамце са кобилицом попут Сонара са колијевки и спуштати их у воду. Ноћу би се од раних вечери до поноћи организовао ласерски шоу са главног свјетионика на лукобрану. Окренут према Жутом мору, главни лукобран са сједиштима за гледаоце, вјетрењачама, заставама и свјетиоником такође је био простор за посматрање једриличарских такмичења када нису на трајекту за гледаоце. Преко залива, познати споменик 4. маја и знаменита зграда Ћиндаоа на обали су лако видљиви.
Олимпијски центар за једрење Ћингдао покрива 45 хектара, укључујући 30 хектара такмичарске површине и 15 хектара за развој након Игара. Седам објеката укључује подсело Ћингдао, центар за спортисте, административни центар, медијски центар, логистички центар, прихватни центар и центар за акредитацију.
Земљиште је разбијено 25. маја 2004. године и завршено је 2008. године.

## Параолимпијске игре
У дисциплини 2 особе са кобилицом, сва три тима СКУД 18 која су освојила медаље су била састављена од једног мушкарца и једне жене. Морин МеКинон-Такер (Сједињене Америчке Државе), Рејчел Кок (Аустралија) и Стејси Лоутит (Канада) постале су прве три жене које су освојиле параолимпијске медаље у једрењу.